# Панова (Талицький міський округ)
Пано́ва (рос. Панова) — присілок у складі Талицького міського округу Свердловської області.
Населення — 410 осіб (2010, 531 у 2002).
Національний склад станом на 2002 рік: росіяни — 96 %.